# كلية شيكاغو للطب التقويمي في جامعة الوسط الغربي
كلية شيكاغو للطب التقويمي في جامعة الوسط الغربي (بالإنجليزية: Midwestern University Chicago College of Osteopathic Medicine)‏ هي إحدى الكليات لتدريس الطب في الولايات المتحدة الأمريكية. تقع في مدينة شيكاغو في ولاية إلينوي الأمريكية. نوع الشهادة الطبية التي يتم تحصيلها هناك هي دو.